# چله دی ماکرا
چله دی ماکرا (به ایتالیایی: Celle di Macra) یک کومونه در ایتالیا است که در استان کونیو واقع شده‌است. چله دی ماکرا ۳۰٫۹ کیلومتر مربع مساحت و ۱۱۱ نفر جمعیت دارد و ۱٬۲۷۰ متر بالاتر از سطح دریا واقع شده‌است.